# Rumanová
Rumanová este o comună slovacă, aflată în districtul Nitra din regiunea Nitra. Localitatea se află la altitudinea de 157 m deasupra n.m., se întinde pe o suprafață de 11,66 km2 și în 2017 număra 824 de locuitori.

## Istoric
Localitatea Rumanová este atestată documentar din 1156.

## Demografie
| An:                | 1994 | 2004   | 2014   | 2024   |
| ------------------ | ---- | ------ | ------ | ------ |
| Număr de persoane: | 824  | 772    | 831    | 859    |
| Diferență:         |      | −6,31% | +7,64% | +3,36% |

| An:                | 2023 | 2024   |
| ------------------ | ---- | ------ |
| Număr de persoane: | 857  | 859    |
| Diferență:         |      | +0,23% |